# Jimmy Jones Tchana
Ne doit pas être confondu avec le footballeur nord-irlandais Jimmy Jones.
Jimmy Jones Tchana est un footballeur français, né le 14 août 1984 à Nemours (77). Il évolue au poste d'attaquant.

## Biographie
Formé au PSG, au LOSC et au CSSA Sedan, il joue à l'US Créteil-Lusitanos, puis en Grèce et en Hongrie. 
Lors de la saison 2006-2007, il est champion de Hongrie et finaliste de la Coupe de Hongrie. Il dispute par ailleurs les deux matches préliminaires de la Ligue des champions de l'UEFA

## Carrière
- 2003-2005 : US Créteil-Lusitanos  France
- 2005-2006 : PAE Kalamata  Grèce
- 2006-2007 : DVSC Debrecen  Hongrie -
- 2007-2008 : FC Sopron  Hongrie
- 2008-2009 : Diósgyőri VTK  Hongrie
- 2009 : Olympiakos Volos  Grèce
- 2009-2011 : GS Kallithéa  Grèce
- 2011-2012 : Békéscsaba  Hongrie[2]

## Palmarès
- Champion de Hongrie en 2007 avec Debrecen
- Finaliste de la Coupe de Hongrie en 2007 avec Debrecen